# 3325 TARDIS
3325 TARDIS eller 1984 JZ är en asteroid i huvudbältet som upptäcktes den 3 maj 1984 av den amerikanske astronomen Brian A. Skiff vid Anderson Mesa Station. Den är uppkallad efter farkosten TARDIS i den brittiska science fiction serien Doctor Who.
Den tillhör asteroidgruppen Alauda.